# Silvia Iklé
Silvia Iklé (San Galo, 12 de enero de 1949) es una jinete suiza que compitió en la modalidad de doma. Ganó una medalla de bronce en el Campeonato Mundial de Doma de 1990, en la prueba por equipos.

## Palmarés internacional
| Campeonato Mundial | Campeonato Mundial | Campeonato Mundial | Campeonato Mundial |
| Año                | Lugar              | Medalla            | Categoría          |
| ------------------ | ------------------ | ------------------ | ------------------ |
| 1990               | Estocolmo (Suecia) | Medalla de bronce  | Por equipos        |